# Piotr Lasyk
Piotr Lasyk (* 10. Juni 1979) ist ein polnischer Fußballschiedsrichter.

## Werdegang
Lasyk kommt aus Schlesien. Seit seinem Debüt im Juli 2015 ist er als Schiedsrichter in der polnischen Ekstraklasa aktiv und hatte in dieser bislang bereits über 160 Einsätze. Er stand bislang nicht auf der Liste der FIFA-Schiedsrichter und leitet keine internationalen Fußballspiele.
Lasyk leitete mehrere Finalspiele im polnischen Vereinsfußball. Am 2. Mai 2018 pfiff Lasyk das Finale des polnischen Fußballpokals 2017/18 zwischen Arka Gdynia und Legia Warschau (1:2). Am 2. Mai 2023 leitete er das Finale des polnischen Fußballpokals 2022/23 zwischen Legia Warschau und Raków Częstochowa (0:0 n. V., 6:5 i. E.).